# Razze canine
Questa lista è suscettibile di variazioni e potrebbe essere incompleta o non aggiornata.

Le razze canine sono il risultato di una selezione avvenuta nel corso di migliaia di anni, talvolta incrociando fra loro cani ancestrali della stessa linea, qualche volta mischiando cani da linee  diverse. 
Il seguente è un elenco di razze canine, che comprende le razze riconosciute dalla Fédération cynologique internationale (FCI), indicate dal numero dello standard ufficiale, razze riconosciute da enti non affiliati alla stessa FCI, razze e/o varianti locali non ufficialmente riconosciute (o in via di riconoscimento), e anche alcune nuove razze ancora "in via di sviluppo".
Sono stati adottati in questo elenco i nomi ufficiali delle razze, secondo la terminologia FCI. 
Si è ritenuto di utilizzare la traduzione italiana nei casi in cui questa sia di uso corrente nel mondo cinofilo. In alcuni casi sono riportati in elenco entrambi i nomi.
Secondo la FCI, tra le razze canine si possono identificare i seguenti gruppi: 
- Gruppo 1: cani da pastore e bovari (esclusi bovari svizzeri)
- Gruppo 2: cani di tipo pinscher e schnauzer, molossoidi e cani bovari svizzeri
- Gruppo 3: terrier
- Gruppo 4: bassotti
- Gruppo 5: cani di tipo spitz e di tipo primitivo
- Gruppo 6: segugi e cani per pista di sangue
- Gruppo 7: cani da ferma
- Gruppo 8: cani da cerca, da riporto e da acqua
- Gruppo 9: cani da compagnia
- Gruppo 10: levrieri

## A

### Af-Am
- Affenpinscher - (FCI n. 186)
- Africanis
- Airedale terrier - (FCI n. 7)
- Akbash
- Akita (Akita Inu) - (FCI n. 255)
- Alabai
- Alano spagnolo
- Alano - (FCI n. 235)
- Alapaha Blue Blood Bulldog
- Alaskan husky
- Alaskan klee kai
- Alaskan Malamute - (FCI n. 243)
- Alopekis
- Alpenländische Dachsbracke - (FCI n. 254)
- Alsaziano → vedi Cane da pastore tedesco
- American Akita, Grande cane giapponese o Akita americano - (FCI n. 344)
- American Bulldog, la razza comprende alcune varianti, che sono in realtà differenti linee d'allevamento:
  - JDJ American Bulldog
  - Scott's American Bulldog
  - Southern White American Bulldog
- American Eskimo Dog
- American Foxhound -> vedi Foxhound americano
- American Hairless Terrier
- American Husky vedi Canadian Eskimo Dog
- American Pit Bull Terrier
- American Staghound
- American Staffordshire Terrier - (FCI n. 286)
- American Water Spaniel - (FCI n. 301)
- American Wolfdog

### An-Az
- Anglo-Français de Petite Vénerie - (FCI n. 325[1])
- Ariégeois - (FCI n. 20[2])
- Armenian Gampr
- Askal
- Australian Bulldog
- Australian Cattle Dog - (FCI n. 287)
- Australian Jack Russell Terrier → vedi anche Jack Russell Terrier, Parson Russell Terrier e Russell Terrier
- Australian Koolie vedi Koolie
- Australian Shepherd → vedi Cane da pastore australiano
- Australian Silky Terrier - (FCI n. 236)
- Australian Stumpy Tail Cattle Dog - (FCI n. 351)
- Australian Terrier - (FCI n. 8)
- Azawakh - (FCI n. 307)

## B

### Ba-Bh
- Bandog
- Bangara
- Barak → vedi Segugio della Bosnia
- Barbet - (FCI n. 105)
- Barbone in diverse varietà di taglia - (FCI n. 172)
- Basenji - (FCI n. 43)
- Basset Artésien Normand - (FCI n. 34)
- Basset Bleu de Gascogne - (FCI n. 35)
- Basset Fauve de Bretagne - (FCI n. 36)
- Bassethound - (FCI n. 163)
- Bassotto in tre varietà di taglia (standard, nano e kaninchen) e tre varietà di pelo (raso, lungo e duro) - (FCI n. 148)
- Bayerischer Gebirgsschweisshund - (FCI n. 217)
- Beagle - (FCI n. 161)
- Beagle-Harrier - (FCI n. 290)
- Bearded Collie - (FCI n. 271)
- Beauceron → vedi Cane da pastore di Beauce
- Bedlington Terrier - (FCI n. 9)
- Berger de Brie → vedi Cane da pastore di Brie
- Berger de Picardie o Berger Picard → vedi Cane da pastore di Piccardia
- Bhotia o Pastore himalayano
- Borador border collie-Labrador incrocio

### Bi-Bo
- Bichon à poil frisé - (FCI n. 215)
- Bichon Havanais - (FCI n. 250)
- Biewer
- Billy - (FCI n. 25)
- Black and Tan Coonhound - (FCI n. 300)
- Black Mouth Cur
- Bloodhound → vedi Chien de Saint Hubert
- Blue Heeler → vedi Australian cattle dog
- Blue Lacy
- Blue Paul Terrier
- Blue Picardy Spaniel → vedi Épagneul bleu de Picardie
- Bluetick Coonhound
- Bobtail - (FCI n. 16)
- Boerboel
- Bolognese - (FCI n. 196)
- Bolonka
- Border Collie - (FCI n. 297)
- Border Terrier - (FCI n. 10)
- Borzoi → vedi Levriero russo
- Boston Terrier - (FCI n. 140)
- Bouledogue Francese - (FCI n. 101)
- Bovaro del Bernese - (FCI n. 45)
- Bovaro dell'Appenzell - (FCI n. 46)
- Bovaro dell'Entlebuch - (FCI n. 47)
- Bovaro delle Ardenne - (FCI n. 171)
- Bovaro delle Fiandre - (FCI n. 191)
- Boxer - (FCI n. 144)
- Boykin Spaniel

### Br-Bu
- Bracco d'Ariège - (FCI n. 177)
- Bracco d'Auvergne - (FCI n. 180)
- Bracco del Borbonese - (FCI n. 179)
- Bracco di Burgos - (FCI n. 90)
- Bracco di Weimar → vedi Weimaraner
- Bracco francese tipo Gascogne - (FCI n. 133)
- Bracco francese tipo Pirenei - (FCI n. 134)
- Bracco Italiano nelle varietà bianco arancio e roano marrone - (FCI n. 202)
- Bracco Portoghese o Perdigueiro Português - (FCI n. 187)
- Bracco Saint Germain - (FCI n. 115)
- Bracco Tedesco nelle varietà a pelo raso (Kurzhaar) - (FCI n. 119) e a pelo duro (Draathaar) - (FCI n. 98)
- Bracco ungherese (Vizsla) - (FCI n. 57)
- Bracco ungherese a pelo duro - (FCI n. 239)
- Bracco Slovacco a pelo duro - (FCI n. 320)
- Briard → vedi Cane da pastore di Brie
- Briquet Griffon Vendeen - (FCI n. 19)
- Brittany → vedi Épagneul breton
- Broholmer - (FCI n. 315)
- Bucovina → vedi Ciobănesc românesc de Bucovina
- Bull Arab
- Bull Terrier nelle varietà standard - (FCI n. 11) e miniature - (FCI n. 359)
- Bulldog - (FCI n. 149)
- Bullmastiff - (FCI n. 157)
- Bully Kutta

## C

### Ca-Ci
- Ca de Bestiar → vedi Cane da pastore mallorquín
- Ca de Bou → vedi Perro de Presa Mallorquin
- Cairn Terrier - (FCI n. 4)
- Canaan Dog - (FCI n. 273)
- Canadian Eskimo Dog (Canadian Inuit Dog) - (FCI n. 211)
- Cane corso - (FCI n. 343)
- Cane dei Faraoni - (FCI n. 248)
- Cane da ferma tedesco a pelo ruvido o Stichelhaar - (FCI n. 232)
- Cane da ferma tedesco a pelo lungo o Langhaar - (FCI n. 117)
- Cane da Montagna dei Pirenei o Patou - (FCI n. 137)
- Cane da orso della Carelia - (FCI n. 48)
- Cane dell'Atlas - (FCI n. 247)
- Cane di Oropa
- Cane da pastore australiano - (FCI n. 342)
- Cane da pastore australiano Kelpie - (FCI n. 293)
- Cane da pastore belga (FCI n. 15), nelle varietà
  - Groenendael
  - Laekenois
  - Malinois
  - Tervueren
- Cane da pastore bergamasco - (FCI n. 194)
- Cane da pastore carnico
- Cane da pastore catalano - (FCI n. 87)
- Cane da pastore croato - (FCI n. 277)
- Cane da pastore dei Pirenei a faccia rasa - (FCI n. 138)
- Cane da pastore dei Pirenei a pelo lungo - (FCI n. 141 Archiviato il 24 luglio 2012 in Internet Archive.)
- Cane da pastore della Russia meridionale (Ioujnorousskaïa Ovtcharka) - (FCI n. 326)
- Cane da pastore del Caucaso - (FCI n. 328)
- Cane da pastore dell'Asia centrale - (FCI n. 335)
- Cane da pastore di Beauce - (FCI n. 44)
- Cane da pastore di Brie - (FCI n. 113)
- Cane da pastore di Ciarplanina - (FCI n. 41)
- Cane da pastore greco
- Cane da pastore di Karaman
- Cane da pastore di Kars
- Cane da pastore di Karst - (FCI n. 278)
- Cane da pastore di Piccardia - (FCI n. 176)
- Cane da pastore di Tatra - (FCI n. 252)
- Cane da pastore Kangal - (FCI n. 331)
- Cane da pastore mallorquín - (FCI n. 321)
- Cane da pastore maremmano abruzzese - (FCI n. 201)
- Cane da pastore olandese - (FCI n. 223)
- Cane da pastore di Vallée - (FCI n. 251)
- Cane da pastore scozzese a pelo lungo - (FCI n. 156)
- Cane da pastore tedesco - (FCI n. 166)
- Cane di mannara
- Cane di Sant'Uberto → vedi Chien de Saint Hubert
- Cane lupo Cecoslovacco - (FCI n. 332)
- Cane lupo di Saarloos - (FCI n. 311)
- Cane lupo Italiano → vedi Lupo italiano
- Cane nudo cinese → vedi Chinese Crested Dog
- Cane nudo messicano → vedi Xoloitzcuintle
- Cane nudo peruviano o Perro sin pelo del Peru - (FCI n. 310)
- Cane pastore italiano
- Cane Pshdar
- Cane toccatore
- Cane da Serra di Estrela - (FCI n. 173)
- Cão da Serra de Aires - (FCI n. 93)
- Cão de Água Português - (FCI n. 37)
- Cão de Castro Laboreiro - (FCI n. 170)
- Cão de Fila de São Miguel - (FCI n. 340)
- Cão de Fila da Terceira
- Cão de Gado Transmontano
- Caravan Hound → vedi Mudhol Hound
- Carlino o Pug - (FCI n. 253)
- Carpatin → vedi Romanian Carpathian shepherd dog
- Catahoula Bulldog
- Catahoula Leopard Dog (Catahoula Cur o Catahoula Hog Dog)
- Catahoula Bulldog
- Cavalier King Charles Spaniel - (FCI n. 136)
- Cesky Fousek o Cane da ferma Boemo a pelo ruvido - (FCI n. 245)
- Cesky Terrier → vedi Terrier boemo
- Chart Polski → vedi Levriero polacco
- Chesapeake Bay Retriever - (FCI n. 263)
- Chien de Saint Hubert - (FCI n. 84)
- Chihuahua - (FCI n. 218)
- Chin - (FCI n. 206)
- Chinese Crested Dog - (FCI n. 288)
- Chindo → vedi Korea Jindo Dog
- Chinook
- Chippiparai
- Chow Chow - (FCI n. 205)
- Ciobănesc de Bucovina - (FCI n. 357)
- Cirneco dell'Etna - (FCI n. 199)

### Cl-Cz
- Clumber Spaniel - (FCI n. 109)
- Coban Köpegi o Pastore dell'Anatolia → vedi Cane da pastore Kangal
- Cockapoo
- Cocker Spaniel americano - (FCI n. 167)
- Cocker Spaniel inglese - (FCI n. 5)
- Collie
  - → vedi Bearded Collie
  - → vedi Border Collie
  - → vedi Cane da pastore scozzese a pelo lungo
  - → vedi Shetland Sheepdog
  - → vedi Smooth Collie
- Combai
- Coolie → vedi Koolie
- Coonhound → vedi Black and Tan Coonhound
- Cordobese → vedi Perro de pelea Cordobes
- Corgi → vedi Welsh corgi cardigan e welsh corgi pembroke
- Coton de Tuléar - (FCI n. 283)
- Cur → vedi anche Black Mouth Cur, Catahoula Leopard Dog, Mountain Cur, Stephens Cur, e Treeing Cur
- Curly Coated Retriever - (FCI n. 110)

## D
- Dalmata - (FCI n. 153)
- Dandie Dinmont Terrier - (FCI n. 168)
- Danish/Swedish Farm Dog  - (FCI n. 356)
- Deerhound - (FCI n. 164)
- Deutsche Bracke → vedi Segugio tedesco
- Deutscher Wachtelhund → vedi Spaniel tedesco
- Dikkulak
- Do-Khyi → vedi Mastino tibetano
- Dobermann - (FCI n. 143)
- Dogo argentino - (FCI n. 292)
- Dogo canario → vedi Perro de Presa Canario
- Dogo cubano
- Dogo guatemalteco
- Dogo sardo
- Dogue de Bordeaux - (FCI n. 116)
- Draathaar
- Drentse Patrijshond → vedi Spaniel olandese di Drent
- Drever - (FCI n. 130)
- Dunker - (FCI n. 203)
- Dutch Smoushond - (FCI n. 308)

## E
- English Coonhound
- English Foxhound - (FCI n. 159)
- English Mastiff → vedi Mastiff
- English Toy Spaniel → vedi King Charles Spaniel
- English Toy Terrier (Black & Tan) - (FCI n. 13)
- Épagneul bleu de Picardie - (FCI n. 106)
- Épagneul breton - (FCI n. 95)
- Épagneul de Pont-Audemer - (FCI n. 114)
- Épagneul français - (FCI n. 175)
- Épagneul olandese di Drent → vedi Spaniel olandese di Drent
- Épagneul picard - (FCI n. 108)
- Épagneul nano continentale (Papillon/Phalene) - (FCI n. 77)
- Erdélyi Kopó → vedi Segugio della Transilvania
- Estonian Hound
- Eurasier - (FCI n. 291)
- Eurohound

## F
- Faroese Sheepdog
- Feist
- Field Spaniel - (FCI n. 123)
- Fila Brasileiro - (FCI n. 225)
- Flat-Coated Retriever - (FCI n. 121)
- Foxhound → vedi English Foxhound
- Foxhound americano - (FCI n. 303)
- Fox Terrier a pelo raso - (FCI n. 12) anche nelle versioni Miniature e Toy?
- Fox Terrier a pelo duro - (FCI n. 169)
- Français Blanc et Noir - (FCI n. 220)
- Français Blanc et Orange - (FCI n. 316)
- Français Tricolore - (FCI n. 219)
- Franzuskaya Bolonka

## G

### Ga-Go
- Galgo español - (FCI n. 285)
- Gammel Dansk Hønsehund - (FCI n. 281)
- Gascon Saintongeois - (FCI n. 21)
- Gawii
- Glen of Imaal Terrier → vedi Irish Glen of Imaal Terrier
- Goldendoodle
- Golden Retriever - (FCI n. 111)
- Gonczy Polski - (FCI n. 354)
- Gos d'atura catala → vedi Cane da pastore catalano

### Gr
- Grand Anglo-Francais Blanc et Noir - (FCI n. 323)
- Grand Anglo-Francais Blanc et Orange - (FCI n. 324)
- Grand Anglo-Francais Tricolore - (FCI n. 322)
- Grand Basset Griffon Vendeen - (FCI n. 33)
- Grand Bleu de Gascogne - (FCI n. 22)
- Grand Griffon Vendeen - (FCI n. 282)
- Gran Mastin de Borínquen
- Grande Bovaro Svizzero - (FCI n. 58)
- Grande cane giapponese → vedi Akita americano
- Greyhound - (FCI n. 158)
- Griffon Bleu de Gascogne - (FCI n. 32)
- Griffon Fauve de Bretagne - (FCI n. 66)
- Griffon Nivernais - (FCI n. 17)
- Griffone a pelo duro - (FCI n. 107)
- Griffone belga - (FCI n. 81)
- Griffone di Bruxelles - (FCI n. 80)
- Groenendael → varietà di Cane da pastore belga
- Groenlandese - (FCI n. 274)
- Guardiano Moscovita (Moskow Watchdog) → vedi Moscovskaya Storozhevaya Sobaka
- Guatemalan Bull Terrier (Dogo Guatemalteco)
- Gull Dong
- Gull terrier

## H
- Hairless Khala
- Haldenstovare - (FCI n. 267)
- Hamiltonstövare - (FCI n. 132)
- Hannoverscher Schweisshund - (FCI n. 213)
- Harrier - (FCI n. 295)
- Himalayan Sheepdog
- Hokkaido - (FCI n. 261)
- Hottosho
- Hovawart - (FCI n. 190)
- Huntaway
- Hygenhund - (FCI n. 266)

## I
- Icelandic sheepdog - (FCI n. 289)
- Ioujnorousskaïa Ovtcharka → vedi Cane da pastore della Russia meridionale
- Irish Bull Terrier
- Irish Glen of Imaal Terrier - (FCI n. 302)
- Irish Soft Coated Wheaten Terrier - (FCI n. 40)
- Irish Terrier - (FCI n. 139)
- Irish Water Spaniel - (FCI n. 124)
- Irish wolfhound → vedi Levriero irlandese
- Istarski Kratkodlaki Gonič o Istrian Shorthaired Hound → vedi Segugio dell'Istria a pelo raso
- Istarski Ostrodlaki Gonič o Istrian Coarse-haired Hound → vedi Segugio dell'Istria a pelo duro

## J
- Jack Russell Terrier - (FCI n. 345) → vedi anche Australian Jack Russell Terrier, Parson Russell Terrier e Russell Terrier
- Jagdterrier - (FCI n. 103)
- Jämthund - (FCI n. 42)
- Jindo → vedi Korea Jindo Dog
- Jonangi

## K
- Kai - (FCI n. 317)
- Kanni
- Karaman
- Karjalankarhukoira → vedi Cane da orso della Carelia
- Kavkazskaïa Ovtcharka → vedi Cane da pastore del Caucaso
- Keeshond → varietà di Spitz tedesco
- Kelpie → vedi Cane da pastore australiano Kelpie
- Kelb-tal Fenek → vedi Cane dei Faraoni
- Kerry Blue Terrier - (FCI n. 3)
- Khonch Nokhoi
- Khottosho
- King Charles Spaniel - (FCI n. 128) (→ vedi anche Cavalier King Charles Spaniel)
- Kintamani - (FCI n. 362)
- Kishu - (FCI n. 318)
- Kombai
- Komondor - (FCI n. 53)
- Kopay turco
- Kooikerhondje - (FCI n. 314)
- Koolie
- Korea Jindo Dog - (FCI n. 334)
- Korean Mastiff
- Korthals → vedi Griffone a pelo duro
- Krasky Ovcar → vedi Cane da pastore di Karst
- Kromfohrländer - (FCI n. 192)
- Kurzhaar → vedi Bracco Tedesco
- Kuvasz - (FCI n. 54)
- Kyi Leo

## L
- Labrador Retriever - (FCI n. 122)
- Laekenois → varietà di Cane da pastore belga
- Lagotto romagnolo - (FCI n. 298)
- Laika della Siberia occidentale - (FCI n. 306)
- Laika della Siberia orientale - (FCI n. 305)
- Laika russo-europeo - (FCI n. 304)
- Lakeland Terrier - (FCI n. 70)
- Lancashire Heeler - (FCI n. 360)
- Landseer - (FCI n. 226)
- Lapinporokoira - (FCI n. 284)
- Leonberger - (FCI n. 145)
- Levriero afgano - (FCI n. 228)
- Levriero arabo - (FCI n. 188)
- Levriero del Mali → vedi Azawakh
- Levriero della steppa detto anche Hortaya Borzaya o Chortaj
- Levriero inglese → vedi Greyhound oppure Whippet
- Levriero irlandese - (FCI 160)
- Levriero italiano → vedi Piccolo levriero italiano
- Levriero persiano → vedi Saluki
- Levriero polacco - (FCI n. 333)
- Levriero russo - (FCI n. 193)
- Levriero scozzese → vedi Deerhound
- Levriero spagnolo → vedi Galgo español
- Levriero ungherese - (FCI n. 240)
- Lhasa Apso - (FCI n. 227)
- Llewellyn Setter → vedi Setter inglese
- Longdog
- Löwchen → vedi Piccolo Cane Leone
- Lupo italiano
- Lurcher

## M
- Mackenzie River husky
- Magyar Agar → vedi Levriero ungherese
- Malinois → varietà di Cane da pastore belga
- Maltese - (FCI n. 65)
- Maltipoo
- Mannara
- Manchester Terrier - (FCI n. 71)
- Mastiff - (FCI n. 264)
- Mastino abruzzese
- Mastino dei Pirenei - (FCI n. 92)
- Mastino delle Alpi
- Mastino inglese → vedi Mastiff
- Mastino napoletano - (FCI n. 197)
- Mastino tibetano - (FCI n. 230)
- Mastino spagnolo - (FCI n. 91)
- McNab Shepherd
- Meliteo Kinidio
- Mestizo tipo bull
- Miniature Bull Terrier → vedi Bull Terrier miniatura
- Micco
- Mi-Ki -  Stati Uniti riconosciuta UKC
- Mioritic (o Mioritico) → vedi Romanian mioritic shepherd dog
- Moscovskaya Storozhevaya Sobaka (Moscow Watchdog)
- Mountain Burmese
- Mountain Cur
- Mudi - (FCI n. 238)
- Mudhol Hound
- Munsterlander: piccolo münsterländer - (FCI n. 102) o grande münsterländer - (FCI n. 118)

## N
- Nebolish Mastiff
- Newfoundland → vedi Terranova
- Nihon Supittsu → vedi Spitz giapponese
- Nihon Teria → vedi Terrier giapponese
- Nizinni → vedi Cane da pastore di Vallée
- Norfolk Terrier - (FCI n. 272)
- Norrbottenspets - (FCI n. 276)
- Norsk Buhund - (FCI n. 237)
- Norsk Elkhound grigio - (FCI n. 242)
- Norsk Elkhound nero - (FCI n. 268)
- Norsk Lundehund - (FCI n. 265)
- Northern Inuit
- Norwich Terrier - (FCI n. 72)
- Nova Scotia Duck Tolling Retriever - (FCI n. 312)

## O
- Ogar Polski → vedi segugio polacco
- Old English Sheepdog → vedi Bobtail
- Old English Bulldog
- Olde Englishe Bulldogge
- Österreichischer Pinscher → vedi Pinscher austriaco
- Otterhound - (FCI n. 294)
- Owczarek Podhalanski → vedi Cane da pastore di Tatra

## P

### Pa-Pl
- Panja → vedi American Mastiff
- Papillon → varietá di Épagneul nano continentale
- Pardog
- Parson Russell Terrier - (FCI n. 339) → vedi anche Australian Jack Russell Terrier, Jack Russell Terrier e Russell Terrier
- Pastore afgano
- Pastore bergamasco → vedi Cane da pastore bergamasco
- Pastore catalano → vedi Cane da pastore catalano
- Pastore Croato → vedi Cane da pastore croato
- Pastore boemo - (FCI n. 364)
- Pastore dei Pirenei → vedi Cane da pastore dei Pirenei a pelo lungo
- Pastore dei Pirenei a faccia rasa → vedi Cane da pastore dei Pirenei a faccia rasa
- Pastore dell'Anatolia → vedi Cane da pastore Kangal
- Pastore dell'Asia Centrale → vedi Cane da pastore dell'Asia centrale
- Pastore di Beauce → vedi Cane da pastore di Beauce
- Pastore della Brie → vedi Cane da pastore di Brie
- Pastore della Russia Meridionale → vedi Cane da pastore della Russia meridionale
- Pastore del Caucaso → vedi Cane da pastore del Caucaso
- Pastore di Ciarplanina → vedi Cane da pastore di Ciarplanina
- Pastore di Karst → vedi Cane da pastore di Karst
- Pastore di Piccardia → vedi Cane da pastore di Piccardia
- Pastore di Tatra → vedi Cane da pastore di Tatra
- Pastore fonnese
- Pastore georgiano
- Pastore himalayano o bhotia
- Pastore italiano
- Pastore mallorquín → vedi Cane da pastore mallorquín
- Pastore maremmano abruzzese → vedi Cane da pastore maremmano abruzzese
- Pastore olandese → vedi Cane da pastore olandese
- Pastore Scozzese → vedi Collie
- Pastore Siciliano → vedi Spino degli Iblei
- Pastore svizzero bianco - (FCI n. 347)
- Pastore tedesco → vedi Cane da pastore tedesco
- Patterdale Terrier
- Peekapoo
- Pechinese - (FCI n. 207)
- Pastore Belga (presenti in 4 varietà: Malinois; Groenendael; Tervueren; Laekenois) → vedi Cane da pastore belga
- Perdiguero de Burgos → vedi Bracco di Burgos
- Perdigueiro Português → vedi Bracco Portoghese
- Perro Cimarrón uruguayo - (FCI n. 353)
- Perro de Agua Español - (FCI n. 336)
- Perro de Pelea Cordobes
- Perro de Presa Canario - (FCI n. 346)
- Perro de Presa Mallorquin - (FCI n. 249)
- Perro de Toro
- Perro Fino Colombiano
- Petit Basset Griffon Vendeen - (FCI n. 67)
- Petit Bleu de Gascogne - (FCI n. 31)
- Phalène → varietá di Épagneul nano continentale
- Pharaoh Hound → vedi Cane dei Faraoni
- Phu Quoc Ridgeback
- Pungsan
- Piccolo bovaro dell'Alsazia
- Piccolo Brabantino - (FCI n. 82)
- Piccolo Cane Leone - (FCI n. 233)
- Piccolo levriero italiano - (FCI n. 200)
- Piccolo segugio della Svizzera - (FCI n. 60)
- Pinscher - (FCI n. 184) → vedi anche Affenpinscher, Pinscher austriaco, Dobermann, Zwergpinscher e Swiss Shorthaired Pinscher
- Pinscher austriaco - (FCI n. 64)
- Pit Bull → vedi anche American Pit Bull Terrier, American Staffordshire Terrier, American Bulldog e Staffordshire Bull Terrier
- Plott Hound

### Po-Py
- Podenco canario - (FCI n. 329)
- Podenco ibicenco - (FCI n. 89)
- Podengo português - (FCI n. 94)
- Pointer inglese - (FCI n. 1)
- Pointer turco
- Poitevin - (FCI n. 24)
- Pomerania → varietà di Spitz tedesco
- PON oppure Polski Owczarek Nizinny → vedi Cane da pastore di Vallée
- Pont-Audemer Spaniel → vedi Épagneul de Pont-Audemer
- Porcelaine - (FCI n. 30)
- Posavac o Posavski Gonic → vedi Segugio Posavac
- Pražský krysařík - (FCI n. 363)
- Pudelpointer - (FCI n. 216)
- Pug → vedi Carlino
- Puggle
- Puli - (FCI n. 55)
- Pumi - (FCI n. 56)

## Q
- Queensland Heeler → vedi Australian cattle dog

## R
- Rafeiro do Alentejo - (FCI n. 96)
- Rajapalayam
- Rampur Greyhound
- Ratonero Bodeguero Andaluz
- Rat Terrier
- Redbone Coonhound
- Rhodesian Ridgeback - (FCI n. 146)
- Riesenschnauzer - (FCI n. 181)
- Rize Koyun
- Romanian Carpathian shepherd dog - (FCI n. 350)
- Romanian mioritic shepherd dog - (FCI n. 349)
- Rottweiler - (FCI n. 147)
- Rough Collie → vedi Cane da pastore scozzese a pelo lungo
- Russian Toy Terrier - (FCI n. 352)
- Russian tracker
- Russian Tsvetnaya Bolonka
- Russell Terrier

## S

### Sa-Se
- Saarlooswolfhond → vedi Cane lupo di Saarloos
- Sabueso → vedi Segugio spagnolo
- Saluki - (FCI n. 269)
- Samoiedo - (FCI n. 212)
- San Bernardo - (FCI n. 61)
- Sapsali
- Sarabi Mastiff
- Schapendoes - (FCI n. 313)
- Schillerstovare - (FCI n. 131)
- Schipperke - (FCI n. 83)
- Schnauzer in tre varietà di taglia: nano - (FCI n. 183), medio - (FCI n. 182) e gigante o Riesenschnauzer - (FCI n. 181)
- Schnoodle
- Scottish Terrier - (FCI n. 73)
- Sealyham Terrier - (FCI n. 74)
- Segugio austriaco nero focato - (FCI n. 63)
- Segugio da montagna del Montenegro - (FCI n. 279)
- Segugio dell'Appennino
- Segugio della Bosnia o Barak - (FCI n. 155)
- Segugio della Stiria a pelo ruvido - (FCI n. 62)
- Segugio della Transilvania o Erdélyi Kopó - (FCI n. 241)
- Segugio della Vestfalia - (FCI n. 100)
- Segugio dell'Istria a pelo raso o Istarski Kratkodlaki Gonic - (FCI n. 151)
- Segugio dell'Istria a pelo duro o Istarski Ostrodlaki Gonic - (FCI n. 152)
- Segugio ellenico - (FCI n. 214)
- Segugio finlandese o Suomenajokoira - (FCI n. 51)
- Segugio italiano a pelo forte - (FCI n. 198)
- Segugio italiano a pelo raso - (FCI n. 337)
- Segugio maremmano - (FCI n. 361)
- Segugio polacco - (FCI n. 52)
- Segugio della foresta nera o Slovensky kopov - (FCI n. 244)
- Segugio Posavac o Posavac o Posavski Gonic - (FCI n. 154)
- Segugio serbo o Segugio Dei Balcani o Srpski Gonic - (FCI n. 150)
- Segugio spagnolo o Sabueso - (FCI n. 204)
- Segugio svizzero - (FCI n. 59) → vedi anche Piccolo segugio della Svizzera
  - Segugio svizzero del Bernese
  - Segugio svizzero del Giura
  - Segugio svizzero del Lucernese
- Segugio tedesco - (FCI n. 299)
- Segugio tirolese - (FCI n. 68)
- Segugio tricolore serbo o Srpski Trobojni Gonic - (FCI n. 229)
- Seppala Siberian Sleddog
- Setter Gordon - (FCI n. 6)
- Setter inglese - (FCI n. 2)
- Setter irlandese nelle varietà Rosso - (FCI n. 120) e Rosso-bianco - (FCI n. 330)

### Sh-Sp
- Sha-khyi
- Shar Pei - (FCI n. 309)
- Shetland Sheepdog - (FCI n. 88)
- Shiba Inu - (FCI n. 257)
- Shih-Tzu - (FCI n. 208)
- Shikoku - (FCI n. 319)
- Shiloh Shepherd Dog
- Siberian Husky - (FCI n. 270)
- Silken Windhound
- Silky Terrier → vedi Australian Silky Terrier
- Sindh Mastiff → vedi Indian Mastiff
- Skye Terrier - (FCI n. 75)
- Sloughi → vedi Levriero arabo
- Slovenský čuvač - (FCI n. 142)
- Slovensky Hrubosrsty Stavac (Ohar) → vedi Bracco Slovacco a pelo duro
- Smalandsstovare - (FCI n. 129)
- Smooth Collie - (FCI n. 296)
- Smooth Fox  → vedi Fox Terrier a pelo raso
- Soft-Coated Wheaten Terrier → vedi Irish Soft Coated Wheaten Terrier
- Spaniel olandese - (FCI n. 221)
- Spaniel olandese di Drent o Drentse Patrijshond - (FCI n. 224)
- Spaniel tedesco - (FCI n. 104)
- Spino degli Iblei - Italia
- Spinone Italiano - (FCI n. 165) nelle varietà bianco arancio e roano marrone
- Spitz tedesco - (FCI n. 97) nelle varietà: keeshond, spitz grande, spitz medio, spitz piccolo e pomerania
- Spitz finnico - (FCI n. 49)
- Spitz giapponese - (FCI n. 262)
- Springer Spaniel → vedi Springer spaniel inglese o Welsh springer spaniel
- Springer spaniel inglese - (FCI n. 125)
- Sredneasiatskaïa Ovtcharka → vedi Cane da pastore dell'Asia centrale
- Srpski Gonic → vedi Segugio serbo

### St-Sw
- Stabyhoun - (FCI n. 222)
- Staffordshire Bull Terrier - (FCI n. 76)
- Stephens Cur
- Suomenajokoira → vedi Segugio finlandese
- Suomenlapinkoira - (FCI n. 189)
- Suomenpystykorva → vedi Spitz finnico
- Sussex Spaniel - (FCI n. 127)
- Svensk Lapphund - (FCI n. 135)
- Svensk Vallhund → vedi Västgötaspets
- Swiss Shorthaired Pinscher

## T
- Taiwan dog - (FCI n. 348)
- Tamaskan -  Finlandia
- Tazi turco -  Turchia
- Tazy -  Kazakistan,  Russia
- Tchiorny Terrier → vedi Terrier nero russo
- Terranova - (FCI n. 50)
- Terrier boemo - (FCI n. 246)
- Terrier brasileiro - (FCI n. 341)
- Terrier giapponese - (FCI n. 259)
- Terrier nero russo - (FCI n. 327)
- Tenterfield Terrier -  Australia riconosciuto ANKC
- Tervuren → varietà di Cane da pastore belga
- Thai Bangkaew Dog - (FCI n. 358)
- Thai Ridgeback - (FCI n. 338)
- Teddy Roosevelt Terrier -  Stati Uniti riconosciuto UKC
- Tibetan Kyi Apso, varietà a pelo duro di Mastino tibetano
- Tibetan mastiff → vedi Mastino tibetano
- Tibetan spaniel - (FCI n. 231)
- Tibetan terrier - (FCI n. 209)
- Tobet -  Kazakistan
- Tonya Finosu -  Turchia
- Tornjak - (FCI n. 355)
- Tosa - (FCI n. 260)
- Treeing Cur  Stati Uniti riconosciuto UKC
- Treeing Tennessee Brindle -  Stati Uniti riconosciuto AKC
- Treeing Walker Coonhound -  Stati Uniti riconosciuto AKC
- Tsvetnaya Bolonka -  Russia riconosciuto RKF

## U
- Utonagan -  Regno Unito non riconosciuta

## V
- Valley bulldog -  Canada non riconosciuta
- Västgötaspets - (FCI n. 14)
- Villano de Las Encartaciones -  Spagna non riconosciuta
- Vizsla → vedi Bracco ungherese
- Volpino italiano - (FCI n. 195)

## W
- Weimaraner - (FCI n. 99)
- Welsh corgi cardigan - (FCI n. 38)
- Welsh corgi pembroke - (FCI n. 39)
- Welsh springer spaniel - (FCI n. 126)
- Welsh terrier - (FCI n. 78)
- West Highland white terrier - (FCI n. 85)
- Wetterhoun → vedi Spaniel olandese
- Whippet - (FCI n. 162)
- Wilkinson bulldog - (non riconosciuto da alcuna federazione)

## X
- Xoloitzcuintle - (FCI n. 234)

## Y
- Yorkshire terrier - (FCI n. 86)

## Z
- Zerdava
- Zwergschnauzer - (FCI n. 183)
- Zwergpinscher - (FCI n. 185)